# Chaland de transport de matériel
Pour les articles homonymes, voir CTM.
Les chalands de transport de matériel (CTM), sont une série de navires de la marine nationale française. Ils peuvent débarquer leur cargaison par simple "plageage".

## Missions

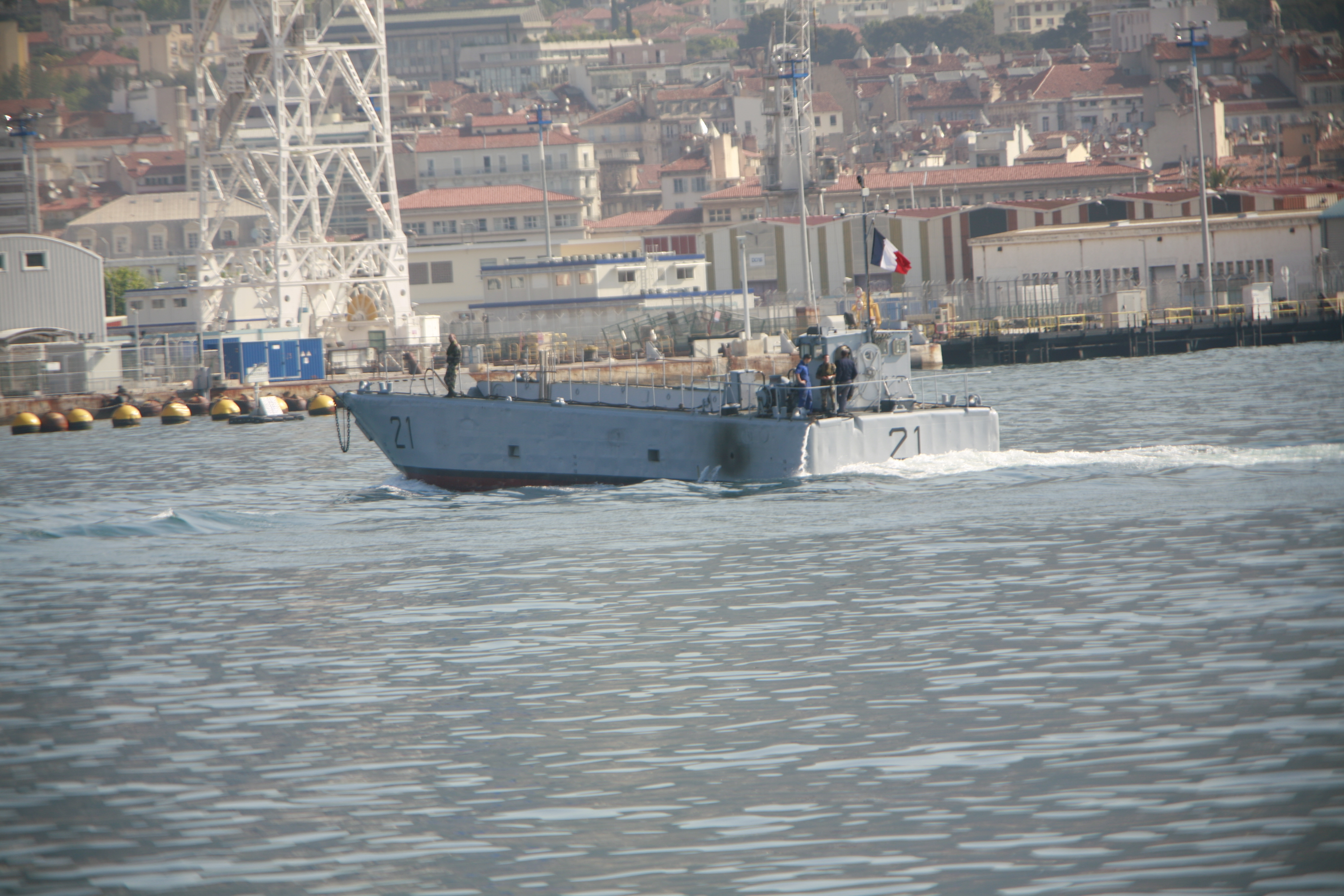
Le chaland CTM 21 dans le port de Toulon en 2009.

Pour soutenir les centres d'essais nucléaires du Pacifique (les atolls de Mururoa et de Fangataufa), les besoins en manutention des cargaisons des navires qui assurent la logistique étaient importants. Pour récupérer les marchandises des navires au mouillage, une commande de CTM a été effectuée. 8 peuvent être embarqués à bord d'un navire de la classe Ouragan, de la classe Foudre et 4 à bord d'un de la classe Mistral.

## Liste des navires de cette classe
Une première série de 14 navires (CTM 1 à 14) a été construite à partir de 1965 à 1967 par les chantiers navals de Lorient et de Cherbourg. La série est augmentée de deux unités (CTM 15 à 16) en 1972. Une commande supplémentaire a lieu en 1982 (CTM 17 à 31). 9 sont en service dans la flotte amphibie de Toulon et 1 est basé à la base navale de Djibouti.
| Numéro | Nom       | Date de mise en service | Date de retrait                                            |
| ------ | --------- | ----------------------- | ---------------------------------------------------------- |
| CTM 1  | -         | 1965                    | 1982                                                       |
| CTM 2  | -         | 1965                    | Transféré au Sénégal en 2010                               |
| CTM 3  | -         | 1965                    | 2004                                                       |
| CTM 4  | -         | 1966                    | 1986                                                       |
| CTM 5  | -         | 1966                    | 2000                                                       |
| CTM 6  | -         | 1966                    | 1988                                                       |
| CTM 7  | -         | 1966                    | 1985                                                       |
| CTM 8  | -         | 1967                    | 1985                                                       |
| CTM 9  | -         | 1967                    | 2000                                                       |
| CTM 10 | -         | 1967                    | 1997                                                       |
| CTM 11 | -         | 1967                    | 1983                                                       |
| CTM 12 | -         | 1967                    | 2000                                                       |
| CTM 13 | -         | 1967                    | 1995                                                       |
| CTM 14 | -         | 1967                    | Transféré à Djibouti en 1999                               |
| CTM 15 | -         | 1972                    | Offert à la Côte d'Ivoire en 1999                          |
| CTM 16 | -         | 1972                    | Offert à la Côte d'Ivoire en 1999                          |
| CTM 17 | -         | 1982                    | 2015                                                       |
| CTM 18 | -         | 1982                    | En service (Djibouti)                                      |
| CTM 19 | Do Ha     | 1983                    | Transféré au Chili en 2011                                 |
| CTM 20 | Néké Grav | 1983                    | En service (Toulon)                                        |
| CTM 21 | Guéréo    | 1983                    | Mis en réserve en 2024, sert de navire cible en avril 2025 |
| CTM 22 | Kien An   | 1982                    | En service (Toulon)                                        |
| CTM 23 | Song Can  | 1983                    | En service (Toulon)                                        |
| CTM 24 | Han       | 1984                    | Transféré au Chili en 2011                                 |
| CTM 25 | Muriqui   | 1984                    | Transféré au Brésil en 2016                                |
| CTM 26 | Icarai    | 1985                    | Transféré au Brésil en 2016                                |
| CTM 27 | Indochine | 1986                    | En service (Toulon) [Quand ?]                              |
| CTM 28 | Tonkin    | 1988                    | En service (Toulon)                                        |
| CTM 29 | Nui Dho   | 1988                    | En service (Toulon)                                        |
| CTM 30 | Tchibana  | 1989                    | En service (Toulon)                                        |
| CTM 31 | Koutio    | 1992                    | En service (Toulon)                                        |

## Chaland de transport de matériel Nouvelle génération (CTM-NG)
Pour constituer la batellerie des bâtiments de projection et de commandement (BPC) exportés en Russie (les Vladivostok et Sébastopol), la Marine russe décide l'achat de 4 chalands de nouvelle génération, les CTM-NG. En octobre 2014, la construction de ceux-ci s'achève, mais leur livraison n'est toujours pas effectuée.
Le CTM-NG présente une évolution majeure par rapport au CTM : il s’agit d'un chaland de type Ro-ro (roll-on roll-off) avec une porte à l’avant, mais aussi une rampe repliable à l’arrière, ce qui facilite et accélère les opérations d’embarquement et de débarquement dans les deux sens.
Il pourrait embarquer deux VBCI ou un char Leclerc à la vitesse de 12 nœuds.

## Remplacement
Les CTM restants ont été progressivement remplacés à partir de 2021 par 14 nouveaux Engins de débarquement amphibie standard (EDA-S) construits par la SOCARENAM, sous la maîtrise d’œuvre de Constructions navales et industrielles de la Méditerranée (CNIM), sur une période de dix ans. D'un gabarit légèrement supérieur, ils seront utilisés à partir des PHA Mistral et des bases outre-mer,.